# Dardan Molliqaj
Dardan Molliqaj (ur. 25 lutego 1985 w Dečani) – prezes Socjaldemokratycznej Partii Kosowa, z jej ramienia deputowany do Zgromadzenia Kosowa. Wcześniej był związany z partią Samookreślenie.

## Życiorys
W maju 2018 roku złożył w Zgromadzeniu Kosowa propozycję zniesienia kontroli granicznych na granicy albańsko-kosowskiej; za przyjęciem wniosku zagłosowało 73 posłów, nie było głosów przeciw ani wstrzymujących się.
13 maja 2019 roku został aresztowany z powodu niestawienia się w sądzie mimo braku wezwania, ponieważ miał uzasadnić swój udział w protestach w Kosowie z 2015 roku; politycy Socjaldemokratycznej Partii Kosowa zaapelowali o natychmiastowe zwolnienie Molliqaja z aresztu.